# Nunatsiavut
Ne doit pas être confondu avec Nunavut ou Nunavik.
Le Nunatsiavut (en inuktitut : ᓄᓇᑦᓯᐊᕗᑦ, litt. « notre belle terre ») est un territoire autonome géré par les Inuits de Terre-Neuve-et-Labrador au Canada. Le Nunatsiavut comprend une partie du territoire du Labrador à l'est du Québec. Ses langues officielles sont l’anglais et l’inuttitut.
Le Nunatsiavut est compté dans le recensement comme la division 11.

## Histoire
La Labrador Inuit Association avait déposé une revendication territoriale pour des parties des terres du Labrador en 1977. En 1988, la Labrador Inuit Association, le gouvernement de Terre-Neuve-et-Labrador et le gouvernement du Canada ont entamé des négociations fondées sur la revendication territoriale. Un accord de principe a été conclu en 2001 et, le 26 mai 2004, l'accord a été ratifié par plus de 75% des électeurs éligibles visés par la revendication territoriale.
Le 22 janvier 2005, les Inuits du Nunatsiavut ont signé l'Accord sur les revendications territoriales des Inuits du Labrador avec les gouvernements fédéral et provincial couvrant 72520 km2 (28000 milles carrés) de terres, y compris tout le saillant nord du Labrador au nord de Nain ainsi qu'une partie de la Côte atlantique au sud de là. L'accord comprend également 44 030 km2 (17 000 milles carrés) de droits maritimes. Bien que les Inuits ne soient pas propriétaires de toute la région, ils ont obtenu des droits spéciaux liés à l'utilisation traditionnelle des terres et ils seront propriétaires de 15 800 km² (6 100 milles carrés) désignés Terres des Inuit du Labrador. L'accord établit également la réserve de parc national des Monts-Torngat dans la zone nord de la revendication territoriale.
L'Accord sur les revendications des terres des Inuits du Labrador est un traité entre les Inuits du Labrador, le gouvernement provincial de Terre-Neuve-et-Labrador et le gouvernement fédéral du Canada, qui est protégé par la Constitution en vertu des droits ancestraux et issus de traités des peuples autochtones au Canada accordés par l'article 35 de la Loi constitutionnelle de 1982.
L'accord d'autonomie gouvernementale comprenait un transfert de 130 millions de dollars du gouvernement fédéral du Canada en compensation de la réinstallation forcée des Inuits dans les années 1950; 120 millions de dollars pour établir l'autonomie gouvernementale; les paiements de redevances du gouvernement provincial pour l'extraction des ressources; et les droits fonciers, miniers et marins. Des avantages non spécifiés pour les Inuits du Labrador ne faisant pas partie de la zone visée par le règlement faisaient également partie de l'accord.
L'accord a été ratifié par les Inuits du Labrador, la Chambre d'assemblée de Terre-Neuve-et-Labrador et le Parlement du Canada, où il a reçu la sanction royale le 23 juin 2005.
Le 1er décembre 2005, la constitution a été officiellement adoptée et une cérémonie de prestation de serment a eu lieu pour le premier cabinet, un gouvernement intérimaire composé de membres du conseil d'administration de la Labrador Inuit Association. Cette journée marquait le transfert officiel du pouvoir du gouvernement provincial au gouvernement nouvellement formé du Nunatsiavut "pour faire leurs propres lois relatives aux affaires culturelles, à l'éducation et à la santé".
En octobre 2006, le Nunatsiavut a tenu sa première élection pour former un gouvernement de neuf membres, qui a prêté serment le 16 octobre à Hopedale.
En 2019, 150 enfants inuits étaient pris en charge par le ministère des Enfants, des Aînés et du Développement social. Un examen indépendant, A Long Wait for Change, a été réalisé par le défenseur des enfants et de la jeunesse de la province à la demande du gouvernement du Nunatsiavut et publié en 2019. Il contenait 33 recommandations, y compris le soutien nécessaire à la transition vers une protection de l'enfance dirigée par les Inuits système.

## Géographie

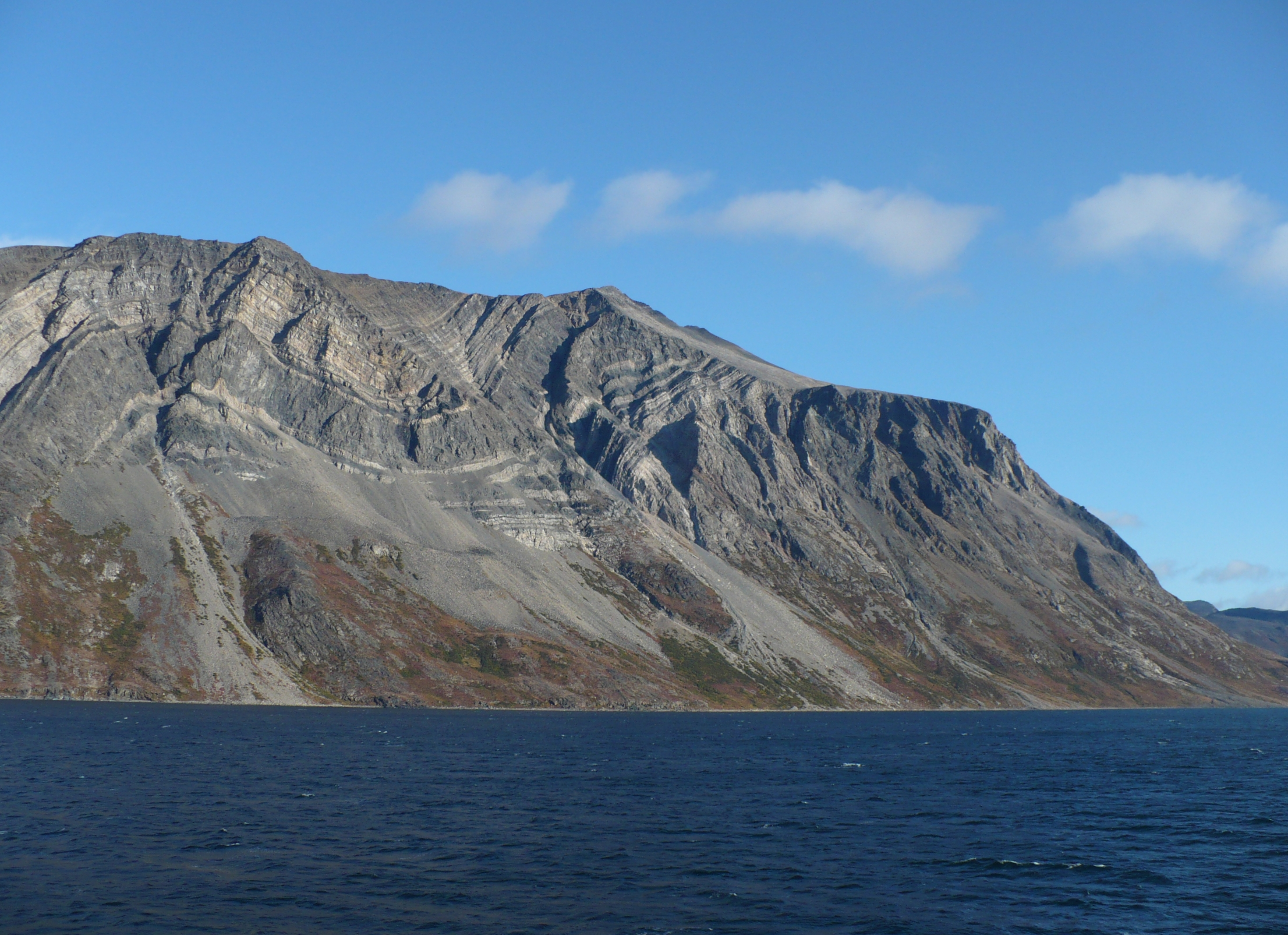
Fjord Saglek, Parc national des Monts Torngat

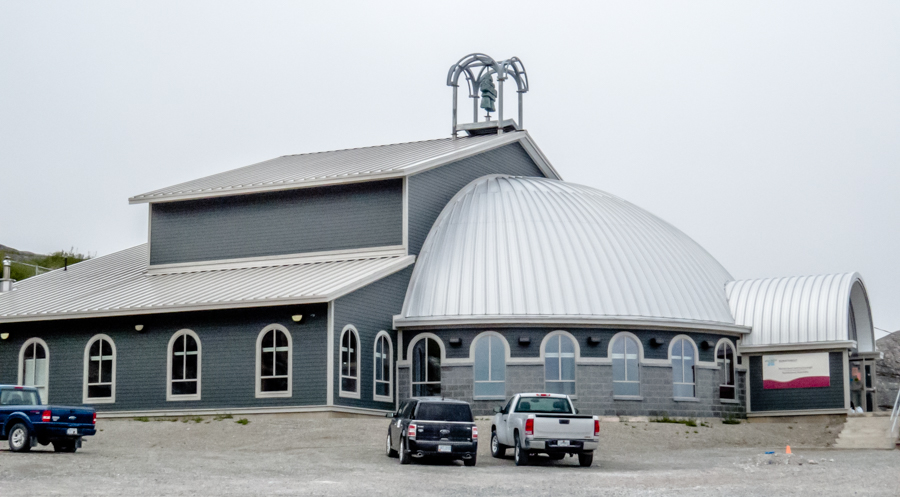
Édifice de l'Assemblée

Le Nunatsiavut comprend tout le nord du Labrador ainsi que quelques régions dans les latitudes centrales.

## Administration
L'Assemblée du Nunatsiavut est le parlement des Inuit du Labrador. Il est composé de représentants élus démocratiquement de corps électoraux régionaux et de paliers de gouvernement. La tâche de l'Assemblée du Nunatsiavut est de représenter les Inuit du Labrador et d'assumer la gouvernance du Nunatsiavut sous la Constitution du Labrador Inuit. L'Assemblée du Nunatsiavut comprend pas moins de 16 Inuit, incluant les Membres de l'Assemblée, le AngajukKâk de chaque gouvernement communautaire Inuit, le président de chaque corporation communautaire Inuit et le Président du Nunatsiavut.
Le Président est directement élu par tous les Inuit du Labrador pour exercer ses fonctions pour un mandat de quatre ans. Le Président dirige les réunions du Conseil exécutif du Nunatsiavutet est responsable du Secrétariat du Nunatsiavut.
Les Membres ordinaires se l'Assemblée sont élus par les bénéficiaires enregistrés dans leur corps électoral pour servir pour un mandat de quatre ans.
Corps électoraux
1. Canada - 2 Membres représentant tous les Inuit du Labrador résidant au Canada ailleurs que dans les autres corps électoraux
2. Happy Valley-Goose Bay, North West River et Mud Lake - 2 Membres
3. Hopedale - 1 Membre
4. Makkovik - 1 Membre
5. Nain - 2 Membres
6. Postville - 1 Membre
7. Rigolet - 1 Membre